# Rio Coca
Il Río Coca è un fiume che scorre in Ecuador, affluente del Rio Napo. Nasce dalla confluenza dei fiumi Cosanga e Quixos nelle vicinanze di Baeza, nella provincia del Napo, dove sfocia nel Rio Napo a Puerto Francisco de Orellana, dopo un percorso di circa 170 km.
Scoperto da Francisco Pizarro nel 1541 alla ricerca dell'El Dorado, sulle sue rive venne costruita l'imbarcazione sulla quale Francisco de Orellana intraprese il suo lungo viaggio fino alla foce del Rio delle Amazzoni.

## Idrografia
Il bacino idrografico del Río Coca copre circa 5800 km². La parte occidentale del corso del fiume si trova principalmente nel Parque nacional Cayambe Coca, che comprendeva, sino al 2 febbraio 2020, la cascata di San Rafael.

## Cascata di San Rafael
La cascata di San Rafael, 19 chilometri a valle della centrale idroelettrica Coca Codo Sinclair, con i suoi 131 metri, era la più alta dell'Ecuador e costituiva un'importante attrazione turistica con 30 000 visitatori registrati nel 2019.
Il 2 febbraio 2020 è crollato il letto del fiume a monte della cascata, deviando il fiume sotto la fascia di roccia dura che formava il labbro della cascata, collegandosi a una grotta sottostante e creando un ponte naturale.
Il 7-8 aprile 2020 l'erosione regressiva delle sponde del fiume ha causato la rottura di tre oleodotti, riversandovi 57 000 litri di petrolio, danneggiando i villaggi e le comunità quechua a valle, e costituendo una minaccia per la diga di Coca Codo.
Il 25 febbraio 2021 il ponte naturale è collassato.
Nell'estate 2022 è continuato il processo di erosione delle sponde del Rio Coca, minacciando il vicino abitato di San Luis e le fattorie della zona.

## Coca Codo Sinclair

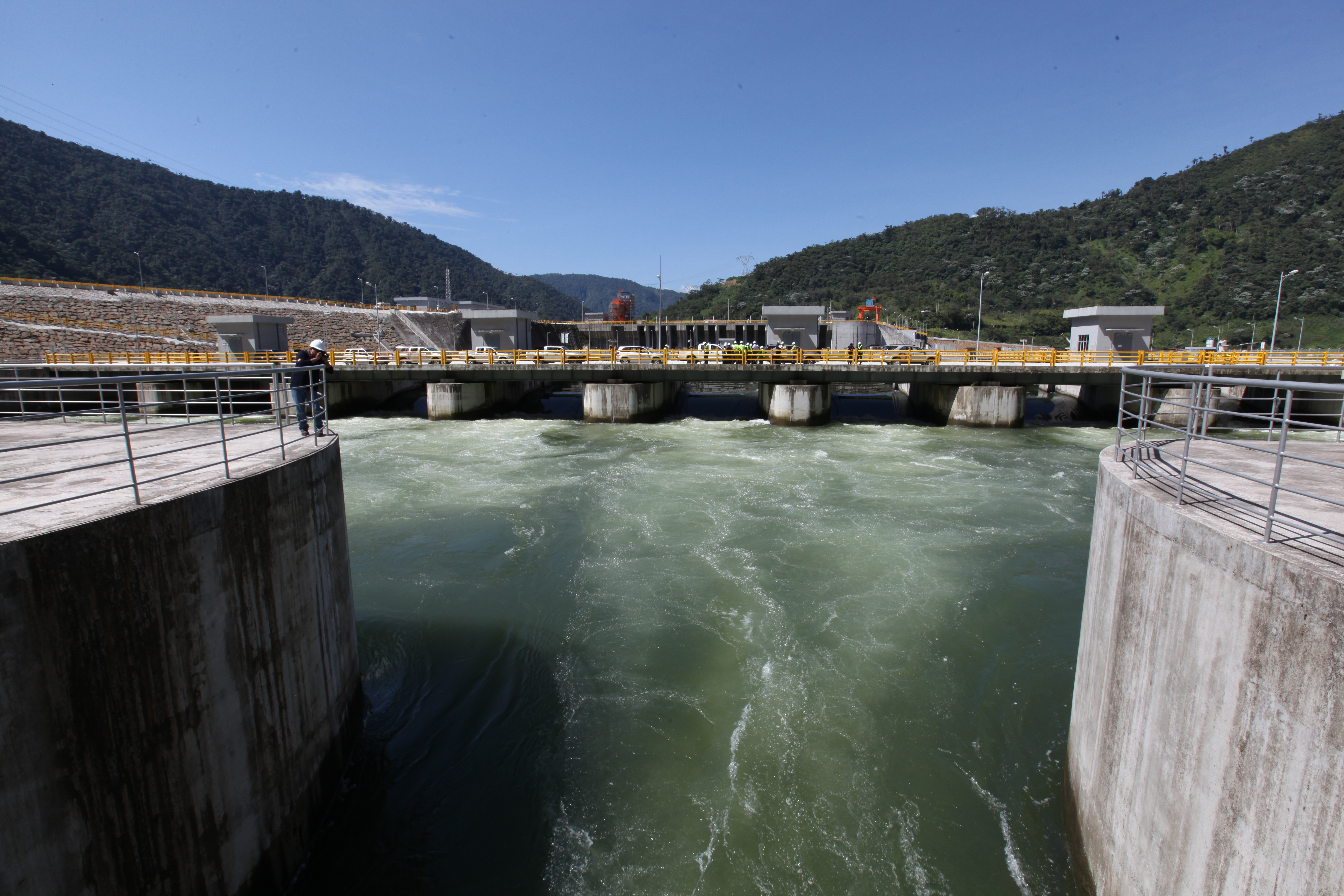
Centrale idroelettrica Coca Codo Sinclair

La centrale idroelettrica Coca Codo Sinclair, con una potenza installata di 1 500 MW, è stata costruita dalla cinese Sinohydro Corporation tra il 2010 e il 2016.
La centrale è stata inaugurata il 18 novembre 2016 dal presidente cinese Xi Jinping e dal presidente ecuadoriano Rafael Correa in teleconferenza da Quito.
Il contratto iniziale prevedeva un costo di 1 979,7 milioni di dollari, finanziato per l'85% da Export–Import Bank of China.
Secondo il quotidiano La Hora, a regime Coca Codo Sinclair è costata 3 216 milioni di dollari, compresa la linea di trasmissione da 500 kV.

### Polemiche
Quando era ancora in fase di progettazione venne fatta notare la vicinanza dell'impianto a un vulcano attivo, il Reventador, la cui ultima grande eruzione è avvenuta nel novembre 2002, in una zona che era già stata colpita da due terremoti il 5 marzo 1987.
I primi problemi sono stati notati nel 2014, con la centrale ancora in costruzione: nel periodo tra il 16 dicembre 2015 e il 30 aprile 2018 sono state rilevate 7 648 crepe ai distributori delle otto turbine di fabbricazione cinese e realizzate con materiali di bassa qualità, che sono divenute 17 499 a luglio 2022.
Uno studio della Escuela Politécnica Nacional, pubblicato il 10 aprile 2020, sostiene che la centrale idroelettrica Coca Codo Sinclair ha determinato un aumento del 42% del tasso di erosione misurato alla stazione H714 del Río Coca.
L'erosione regressiva in corso nel Río Coca è arrivata a 7,9 km a valle delle opere di captazione della centrale.
Le prime contestazioni sono state affrontate dalla "Junta Combinada de Disputas del Contrato EPC" che ha deciso che la metodologia di saldatura utilizzata da Sinohydro è affidabile nella riparazione delle crepe e pertanto dovrebbe continuare ad essere applicata.
Il 17 maggio 2021, il gestore pubblico "CELEC EP" ha presentato una domanda di arbitrato contro la Sinohydro davanti alla Corte di arbitrato della Camera di commercio internazionale (CCI) «poiché il metodo di saldatura non consente di riparare tutte le crepe».
Nel corso dell'arbitrato la Sinohydro ha proposto al governo ecuadoriano di acquistare l'impianto facendosi carico delle riparazioni dello stesso.